# Набережна вулиця (Кропивницький)
Вулиця Набережна — набережна річки Інгул у місті Кропивницький, основна композиційна вісь міської забудови міста, значне досягнення місцевих будівничих та інженерів у 1970-х рр, оскільки має велике практичне значення для міста.
Набережна міста Кропивницького з декількома розбитими на ній скверами і парками є популярним місцем відпочинку і прогулянок городян та гостей міста; справжній «фасад» і візитівка міста.

## Історія
Під час вибору місця для розташування земляних валів оборонного значення фортеці святої Єлисавети перевагу було надано місцині між руслом річок Інгул та Сугоклії на підвищеному водороздільному плато.
У 1841 році Єлисаветград зазнав справжнього лиха через велику повінь з катастрофічними наслідками. Відтоді під час розливу річок місто значно потерпало, підраховуючи збитки, а губернська влада заснувала в місті поліцію для організації рятувальних робіт.
На межі XIX — XX століть Інгул змінив своє русло. Відтак, старе русло було засипане і стихійно забудовано, що однак не забезпечило місто від стихійних лих — декілька разів внаслідок сильних дощів води Інгула входили в старе русло, провокуючи повіні у місті. За радянської влади великих збитків міському господарству і жителям міста завдала повінь у 1970 році.
У 1972 році обласна та міська ради дали завдання Кіровоградському ВКП інституту «Укрпівдендіпроводгосп» розробити план щодо регулювання вод річки Інгул в місті (офіційна назва документу — «Схема генерального плану щодо регулювання річки Інгул в місті Кіровограді»).

## Опис
Будівництво набережної передбачало, крім протиповеневих заходів, спорудження тепломереж, водогону, каналізації, дренажної і протиерозійної систем, що здешевлювало і прискорювало темпи житлового і промислового будівництва. У комплексі з набережною побудовані і мостові переходи.
Захист русла річки Інгул від замулення твердими наносами здійснюється, переважно, парковими територіями.

## Галерея

Краєвиди Набережної річки Інгул
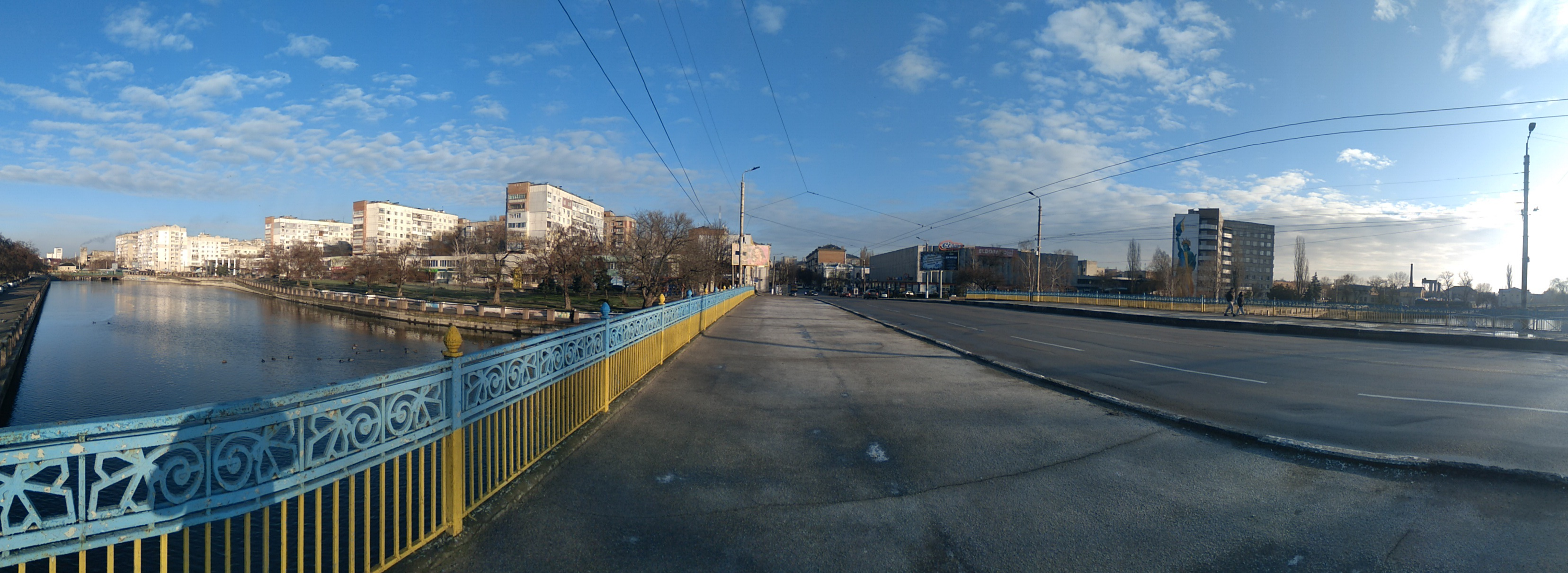
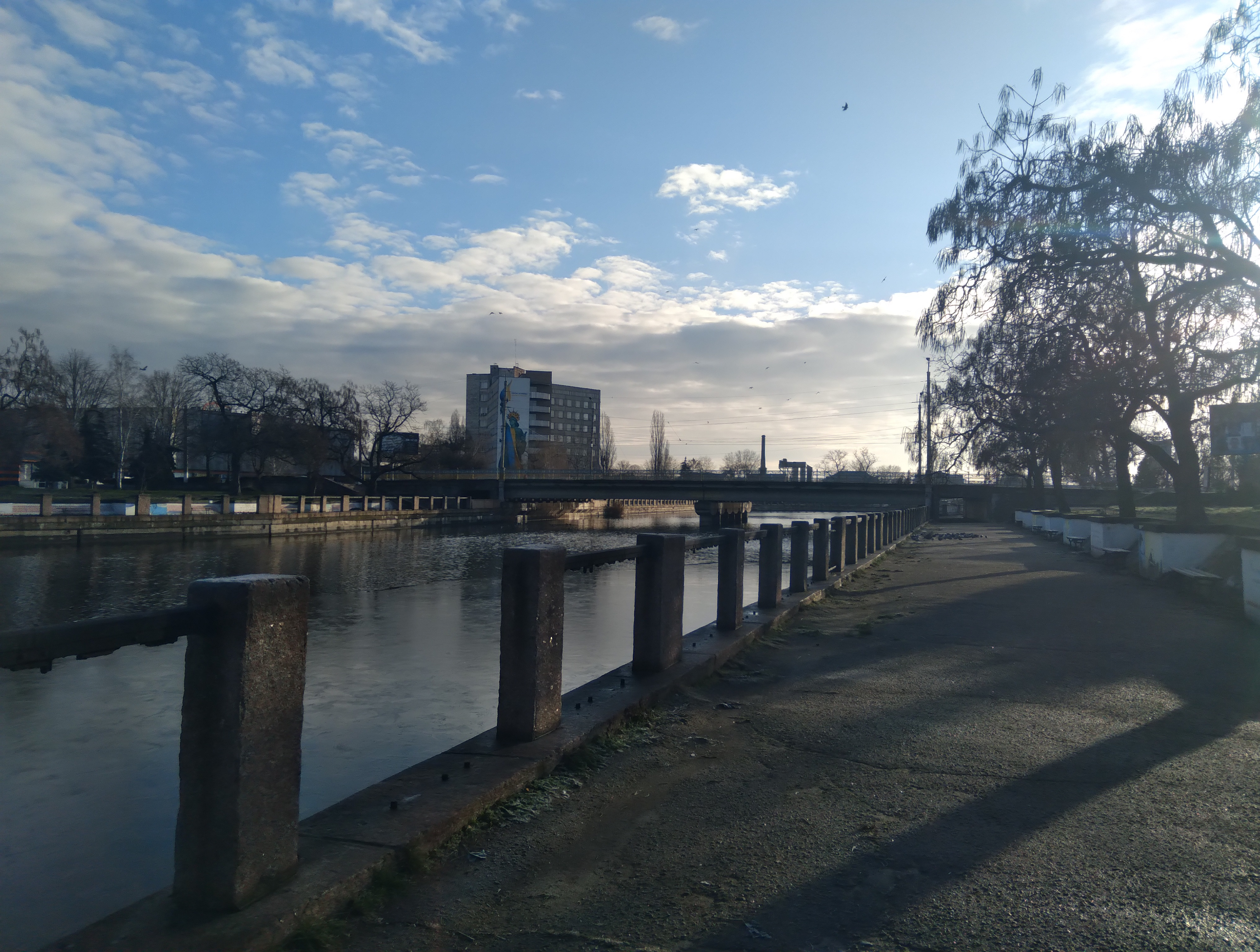